# ジョージ・キース (第10代マーシャル伯爵)
第10代マーシャル伯爵ジョージ・キース（英語: George Keith, 10th Earl Marischal、1692年/1693年 - 1778年5月28日）は、スコットランド王国出身でプロイセン王国軍の軍人、外交官。ジャコバイトの一員であり、1712年に父の第9代マーシャル伯爵ウィリアム・キースからマーシャル伯爵位を継承、第10代にして最後のマーシャル伯爵となった。

## 生涯

### 初期の経歴
第9代マーシャル伯爵ウィリアム・キースとメアリー・ドラモンド（第4代パース伯爵ジェームズ・ドラモンドの長女）の長男として、1693年頃に生まれた。『キース元帥の回想録』（Memoirs of Marshal Keith）の序文では1689年生としているが、86歳で死去したとも書かれていたため事実だった可能性は低い。1712年5月27日に父が死去すると、マーシャル伯爵を継承した。
マールバラ公爵の下で従軍した後、1714年2月3日に乗馬擲弾衛兵隊の隊長に任命された。アン女王が死去した時にはすでにジャコバイトになっており、ほかのジャコバイトが優柔不断でなければジェームズ・フランシス・エドワード・ステュアート（老僭王）を国王に戴いただろうという。その後は擲弾衛兵隊の隊長を辞任したか罷免されてスコットランドに戻った。その道中、昇進を求めるためにロンドンに向かっていた弟ジェームズ・キースに出会い、彼を説得して引き返させている。

### 2度のジャコバイト蜂起
1715年ジャコバイト蜂起では1715年8月27日にマー伯爵がアボインで開いた会議に参加、この会議で老僭王のために決起することが決定された。マーシャル伯爵はシェリフミュアの戦いで騎兵2個大隊を率いた。老僭王は12月22日にピーターヘッドで上陸、翌日の夜をニューバーグにあるマーシャル伯爵の邸宅で過ごした。その後、マーシャル伯爵は老僭王と合流、以降ダンディーなどでも同伴したが、後に老僭王が亡命するときにマーシャル伯爵もフランスに連れていくという約束は破られた。マーシャル伯爵は最終的には大陸ヨーロッパへの逃亡に成功したが、イギリスでは私権剥奪され、財産が没収された。
1719年ジャコバイト蜂起ではルイス島に上陸したスペイン軍の指揮をとった。最初は奇襲でインヴァネスを占領するという計画だったが、タリーバーディン伯爵との争いにより遅延が生じ、それが致命的な結果になった。スコットランド本土に上陸した後、ジャコバイト軍はグレン・シールの戦いでジョセフ・ワイトマンで襲われて大敗、スペイン軍は降伏、ジャコバイトは山中に散らばった。マーシャル伯爵は重傷を負ったが西部島嶼部に逃亡、数か月間隠れた後スペインに逃れた。
1719年の蜂起が失敗した後は主にバレンシアで過ごし、老僭王との文通を続けた。1740年には老僭王によってマドリードに派遣され、イギリス遠征への援助を求めた。1744年にフランスがイギリス侵攻を計画すると、マーシャル伯爵が再びジャコバイト軍を率いることが持ち上がったが、結局1744年の蜂起は取り消され、続く1745年ジャコバイト蜂起ではマーシャル伯爵は参加しなかった。

### 外交官として
マーシャル伯爵はスペインを離れてウィーンに向かい、1745年頃に弟のいるプロイセン王国に向かった。1751年8月28日、ポツダムを離れて、パリ駐在プロイセン大使になった。1752年、プロイセン王フリードリヒ2世により黒鷲勲章を授与され、ヌーシャテル侯国の総督に任命された。直後にパリ駐在プロイセン大使から退官した。1758年のホッホキルヒの戦いで弟ジェームズ・キースが死去すると、フリードリヒ2世は弔詞を書いてマーシャル伯爵に送った。1759年、スペイン駐在プロイセン大使に任命され、大ピットに当時交渉中の第三次家族協約の詳細を送った。おそらくそれが原因となり、同年5月29日にイギリス国王ジョージ2世に恩赦された。
その後はスコットランドに帰国した。1760年に議会が（マーシャル伯爵が私権剥奪されたにもかかわらず）マーシャル伯爵に財産継承を許可すると、翌年に第4代キントル伯爵ウィリアム・キースが死去、マーシャル伯爵はその財産を継承した。私権剥奪される前の財産はすでに売却されていたが、議会の決定により1761年に3,618ポンドを取り戻し、1764年に売却されていた財産の一部を買い戻した。1762年4月までにヌーシャテルにもどり、ジャン＝ジャック・ルソーを迎えた（マーシャル伯爵はヴォルテールとも友人であった）。1763年8月、再びポツダムを離れてスコットランドに戻った。しかし、1764年2月16日にフリードリヒ2世により呼び戻され、以降1778年5月28日に死去するまで彼の親しい友人の1人としてポツダムに住んだ。